# Mieczysław Czajko
Mieczysław Czajko (ur. 20 lutego 1946 w Brześciu) – duchowny zielonoświątkowy, polonista, w latach 2000–2008 biskup i prezbiter naczelny (zwierzchnik) Kościoła Zielonoświątkowego w RP, publicysta, ekumenista. Brat Edwarda Czajki.

## Życiorys
Urodził się podczas podróży jego rodziców na Ziemie Odzyskane. Jest przedstawicielem drugiego pokolenia zielonoświątkowców, jego starszym bratem jest Edward Czajko. Dzieciństwo spędził w Jędrzejewie, a w 1960 zamieszkał w Szczecinie. W latach 1965–1970 studiował na Uniwersytecie Wrocławskim. W 1971 podjął pracę naukową na Wyższej Szkole Nauczycielskiej, filii Uniwersytetu im. Adama Mickiewicza w Poznaniu, gdzie wykładał wszystkie przedmioty teoretyczno-literackie. Doprowadził do reaktywowania Szczecińskiego Oddziału Towarzystwa Literackiego im. Adama Mickiewicza, którego był prezesem w latach 1974-1983.
5 marca 1967 przeżył „chrzest w Duchu Świętym”. Odtąd zaangażował się w pracę zborową, rozpoczął służbę kaznodziejską. W swej autobiografii stwierdził, że ważną rolę w jego rozwoju duchowym odegrały książki Billy'ego Grahama: Pokój z Bogiem i Musicie się na nowo narodzić. W 1978 roku podczas wizyty Billy’ego Grahama w Polsce brał udział w specjalnym spotkaniu dla duchownych.

## Kariera duchownego
W latach 1982-2016 był pastorem zboru „Betania” w Szczecinie. Do 1988 roku był przewodniczącym regionalnego oddziału Polskiej Rady Ekumenicznej w Szczecinie.
W latach 1981-1987 był członkiem Rady ZKE, w latach 1987-1992 był wiceprzewodniczącym Naczelnej Rady Kościoła Zielonoświątkowego, w latach 1992-1996 był członkiem Prezydium NRK i prezbiterem okręgowym.
Od 12 października 2000 r. do 19 października 2008 był biskupem i zwierzchnikiem Kościoła Zielonoświątkowego. Po roku 2000 w polskim pentekostalizmie pojawiły się nowe prądy teologiczne i pobożnościowe, które występowały przeciwko każdemu rodzajowi instytucjonalizacji kościoła. Problemem był zwłaszcza „ruch wstawienników”, ponadto chrzest dzieci, błogosławieństwo dzieci oraz eucharystia. Za jego kadencji dokonano zmian w kierownictwie WST. Zachęcał duchownych kościoła do kształcenia się, w rezultacie za jego kadencji kilkunastu duchownych Kościoła rozpoczęło studia doktoranckie na ChAT. Jako zwierzchnik Kościoła popierał ekumenizm, w czym nie zawsze był właściwie rozumiany przez współwyznawców. Dążył do tego, aby Kościół Zielonoświątkowy był postrzegany jako „przyjazny, przewidywalny i łatwy do społecznego zaakceptowania”. Wprowadzał młodych ludzi do przywództwa Kościoła, a siedmioosobowe Prezydium miało czterech prezbiterów w wieku poniżej 43 lat.
Według opinii Marka Kamińskiego na urzędzie prezbitera naczelnego nie był typem charyzmatycznego wizjonera jak Michał Hydzik, lecz pragmatycznego stratega.
Zarejestrowany przez Służbę Bezpieczeństwa PRL jako Tajny Współpracownik o pseudonimie  "Ewangelista"

## Działalność pisarska

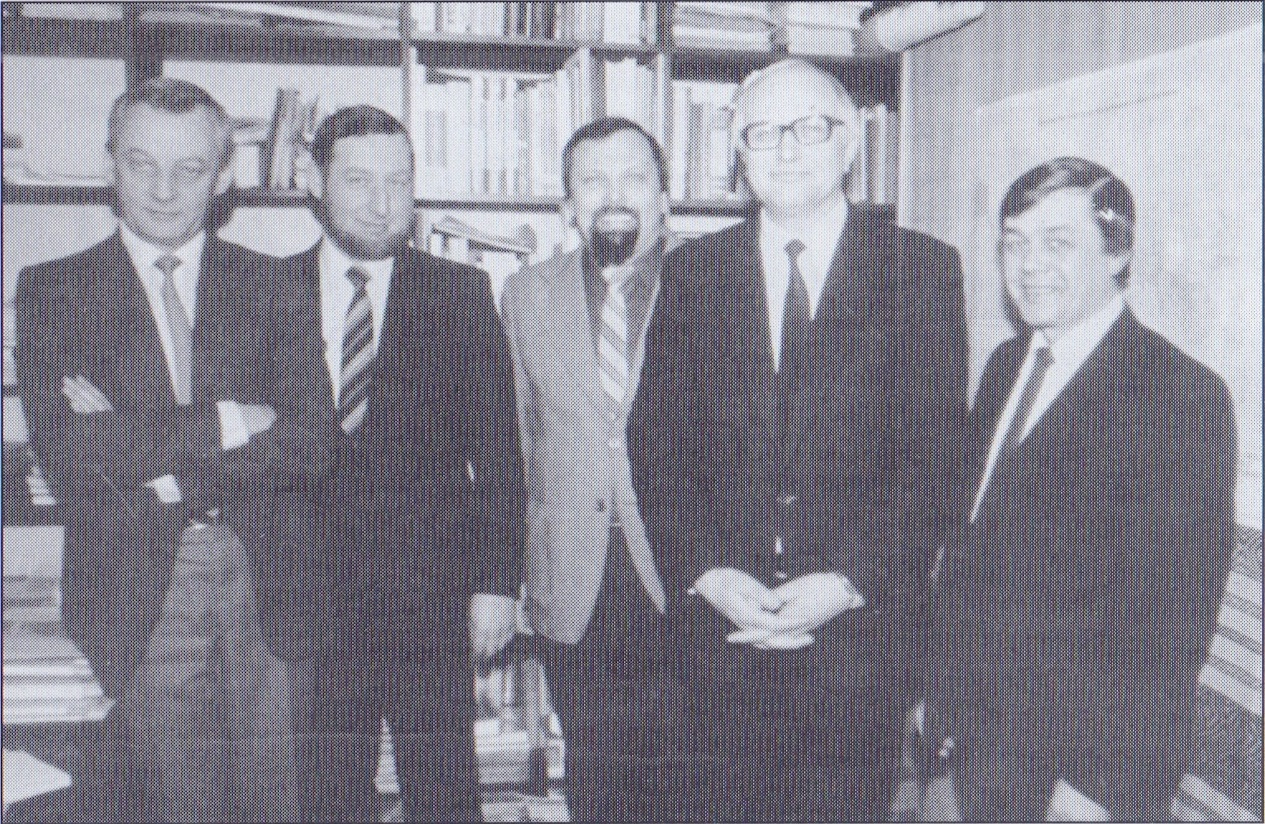
Zespół redakcyjny „Chrześcijanina” (1988), od lewej stoją: M. Kwiecień, H.R. Tomaszewski, M. Czajko, E. Czajko i Kazimierz Krystoń.

W latach 1982-1988 redaktor naczelny miesięcznika „Chrześcijanin”.
Jest autorem książki „Życie, życie moje...” (2011). 18 stycznia 2012 w siedzibie Instytutu Polonistyki i Kulturoznawstwa odbyła się dyskusja nad tą książką. Dyskusja została przygotowana przez Szczeciński Oddział Towarzystwa Literackiego im. Adama Mickiewicza. W 2014 roku ukazało się drugie, poszerzone wydanie książki. Książka ma charakter autobiograficzny i jest zwrócona przede wszystkim do współwyznawców. Ukazuje powojenne losy Kościoła, opowiada o swoich kontaktach z władzami. Wedle oceny profesora Jana Domki biografia przypomina czasem powieść kryminalną lub sensacyjną (przewóz nielegalnych pieniędzy, tragiczne zdarzenia, katastrofy, agenci różnych służb). Motywem kompozycyjnym, który spaja książkę jest pociąg.

## Publikacje
- M. Czajko. Wanda Łucznikowa (1900–1963). „Rocznik Towarzystwa Literackiego im. A. Mickiewicza”. Nr 13, s. 163–166, 1978.
- M. Czajko. Koncepcja człowieka w „Opadłych liściach z drzew” T. Różewicza. „Zeszyty Naukowe WSP w Szczecinie”. Nr 34, s. 71 – 93, 1980. Szczecin.
- M. Czajko: Życie, życie moje.... Wyd. 1. Warszawa: WST, 2011. ISBN 978-83-905704-6-4. Brak numerów stron w książce, w 2014 II poszerzone wydanie
- M. Czajko. Prezbiter Aleksander Rapanowicz – droga cierpienia. Część I. „Studia Theologica Pentecostalia”. 1, s. 75-94, 2013. WSTS. ISSN 2300-729X.
- M. Czajko. Prezbiter Aleksander Rapanowicz – droga cierpienia. Część II. „Studia Theologica Pentecostalia”. 2, s. 27-61, 2014. WSTS. ISSN 2300-729X.